# Pedro Portillo Toledo
Pedro Portillo Toledo; (Iquique, 24 de mayo de 1881 - 19 de julio de 1949). Obrero y político socialista chileno. Hijo de Gaspar de Portillo y Rosa Toledo. Contrajo matrimonio con Martina Echavarría Almarza (1910).
Estudió en la Escuela Pública de Iquique y en el Liceo de la misma ciudad. Se dedicó a trabajar en oficinas salitreras como La Palma, Puntuchara y Santa Elena. Fue obrero, administrativo, contador y dirigente sindical además.
Colaboró con Luis Emilio Recabarren en la fundación del Partido Obrero Socialista (1912). 
Alcalde de la Municipalidad de Iquique (1922-1925). Durante su administración mejoró las zonas portuarias y dio inauguración al Casino Español, el hipódromo y el velódromo.